# Galium kwanzanense
Galium kwanzanense là một loài thực vật có hoa trong họ Thiến thảo. Loài này được Ohwi mô tả khoa học đầu tiên năm 1934.